# Ōmihachiman, Shiga
Ōmihachiman (近江八幡市 (Cận Giang Bát Phan thị) Ōmihachiman-shi) là một thành phố thuộc tỉnh Shiga, Nhật Bản.